# Asmeringa
Asmeringa Becker, 1903 è un genere di insetti della famiglia degli Ephydridae (Diptera: Schizophora). 
Il genere comprende quattro specie, di cui tre a distribuzione afrotropicale e una paleartica-afrotropicale.
- Asmeringa africana Wirth, 1956: afrotropicale
- Asmeringa inermis Becker, 1903: paleartica e afrotropicale
- Asmeringa namibia Mathis, 2001: afrotropicale
- Asmeringa senegalensis Canzoneri, 1980: afrotropicale

In passato, nel genere Asmeringa vi erano comprese altre due specie, Asmeringa lindsleyi Sturtevant & Wheeler, 1954 e Asmeringa ligabuei Canzoneri, 1981. La collocazione della prima specie, presente in California, era ritenuta dubbia già dagli anni ottanta, ma ha trovato una collocazione definitiva solo nel 2004, con lo spostamento nel nuovo genere Tronamyia da parte di Mathis & Zatwarnicki. La seconda specie, presente nelle Maldive, è stata spostata nel genere Cerobothrium nel 2003, ancora da Mathis & Zatwarnicki. Il BioSystematic Database of World Diptera, tuttavia, cita ancora Asmeringa ligabuei come nome valido.
La specie di maggiore importanza è Asmeringa inermis, efidride comune nei litorali sabbiosi, a distribuzione principalmente mediterranea, presente nella Penisola Iberica, in Francia, Italia, Bulgaria, Nordafrica e Medio Oriente. Fra le isole del Mediterraneo è segnalata in Sicilia, Sardegna e Creta. Il suo areale si estende, in ogni modo, anche all'ecozona afrotropicale